# Marschmusik (Album)
Marschmusik ist das elfte Album der deutschen Dark-Metal-Gruppe Eisregen aus Thüringen und erschien 2015 über das Label Massacre Records.
Da der Großteil der Lieder einen Bezug zum Thema Krieg (hierbei vor allem zum Zweiten Weltkrieg) hat, kann das Album als Konzeptalbum betrachtet werden, wenngleich die Gruppe selbst das nachfolgende Album Fleischfilm als ihr erstes Konzeptalbum bezeichnet.

## Titelliste
1. Marschmusik
2. Blutkreis
3. Bunkertür
4. Leichensack
5. Gott der Panzer
6. Adlerhorst
7. Fleischbrand
8. Mein Leben auf deiner Haut
9. Foltergeist
10. Was von dir bleibt
11. Panzerschokolade

Die limitierte Digipak-Version und das Boxset besitzen als Bonus noch einen zwölften Titel namens Pervertin Peter (So lang die Schokolade reicht).

## Hintergrund
Auf den vorigen Eisregen-Alben hatte es bereits immer wieder Lieder gegeben, die sich mit dem Thema Krieg befassten:
- Krebskolonie: Vorabend der Schlacht
- Leichenlager: Heer der Ratten, Schwarze Rose
- Blutbahnen: Eisenkreuzkrieger
- Schlangensonne: Auf ewig Ostfront, Tod senkt sich herab
- Rostrot: Schakal – Ode an die Streubombe

## Veröffentlichung
Vor dem Erscheinen des Albums wurde unter dem Namen Brummbär – benannt nach dem Spitznamen für Sturmpanzer IV – eine EP herausgegeben, welche neben den Album-Titeln Gott der Panzer und Panzerschokolade noch Remixe früherer Eisregen-Titel mit Kriegsbezug (Auf ewig Ostfront von Schlangensonne, Eisenkreuzkrieger von Blutbahnen und Schakal von Rostrot) enthielt. Zudem gab es mit Luftschlag ein weiteres neues Lied.

## Rezeption
„Der Prior“ hielt auf metaltalks.de das Album für gelungen und vergab 8 von 10 Punkten: „Da, wo Rammstein aufhören, machen Eisregen völlig unbeeindruckt weiter. Soundtechnisch geben sich Eisregen keine Blöße und liefern eine Mixtur aus Schwarzmetall-Klängen und Lindemann-Attitüde ab, die sich mal im mittleren Tempo oder auch schleppend in Eure Hirn-Windungen frisst. Marschmusik lässt zu keinem Zeitpunkt Langeweile aufkommen, ist – was Kompositionen und Harmonien betrifft – stets auf der Höhe und fördert auch nach dem dritten Durchlauf keinen Stinker zu Tage.“
Auf bleeding4metal.de gab „BlindWarlock“ ebenfalls 8/10 Sterne und betrachtete das Album als eine Hinwendung zu den Fundamenten der Gruppe: „Und auch, wenn die Thüringer sich mit den letzten Alben eher viel Kritik eingefahren haben, bauen sie mit ihrem elften Album 'Marschmusik' wieder auf Fundamenten auf, die sie schon zu Beginn ihrer Karriere gelegt und dann in letzter Zeit eher wieder zur Seite gestellt haben, um sich lieber dem schnelllebigen 'voll drauf'-Trend zuzuwenden. Auf der aktuellen Scheibe bekommt man jedoch wieder geboten, was man zu Beginn kennenlernen durfte. Provokation ohne Blumen, dafür mit etwas Unfug hier und da. Wenigstens größtenteils.“ Das Fazit lautete: „Im Großen und Ganzen lässt sich sagen, dass EISREGEN mit ihrem elften Silberling ein handfestes Themenalbum hingelegt haben, dessen Tracks eine einheitliche Stimmung verbreiten. Das wohl nicht zuletzt auch durch Einspielungen von authentischen Lautsprecherdurchsagen oder Sirenengeheul. Kritisch, provokant und direkt trotz lyrischer Verdichtung mit ein paar Ecken und Kanten.“
„Herr Møller“ gab Marschmusik auf metal.de 7 von 10 Punkten und bezeichnete es als deutliche Verbesserung im Vergleich den Alben der letzten Zeit: „EISREGEN haben unsere Redaktion, mich inklusive, mit ihren letzten Alben und EPs nicht gerade umgehauen. Zu beliebig, zu plakativ waren die Thüringer geworden, Hau-drauf statt gekonnt angesetzter Provokation wie noch zu Zeiten von 'Leichenlager' oder 'Krebskolonie'. Auf ihrem neuen und mittlerweile elften Album „Marschmusik“ erinnern sich Herr Blutkehle Roth und seine Mitmusiker jedoch vermehrt an alte Stärken und veröffentlichen ihr vermutlich bestes Album seit 'Wundwasser'.“ Die Musik sei nun „so abwechslungsreich wie selten zuvor“, es finden sich „Elemente aus Doom, Death und Black Metal“ und endlich sei die Musik wieder vor die plakativen Texte gestellt. Eisregen seien, so meinte er, „so gut sind wie seit Anfang der 2000er nicht mehr.“ Abzüge wurden jedoch wegen humoriger Elemente gemacht: „Die Songs, die ohne Blödelei auskommen und die Musik vor die textliche Provokation stellen, überwiegen quantitativ und gehen gut ins Ohr, sind tanzbar und eingängig. Leider wird der positive Eindruck durch die oben genannten Albernheiten relativiert. Schade.“
Moritz Grütz gab dem Album auf metal1.info 7/10 Punkten und betrachtete das Material als von unterschiedlicher Qualität: „EISREGEN legen mit 'Marschmusik' ein Album vor, das die Ambivalenz dieser Band mal wieder auf den Punkt bringt: Zwar wartet das Werk mit einigen wirklich starken, sowie einer Reihe durchschnittlich guter EISREGEN-Nummern auf, allerdings bleibt man auch vor Totalausfällen nicht verschont.“ Negativ betrachtete er auch die humorvollen Lieder, welche sich seiner Ansicht nach nur schwer mit den übrigen Liedern vertragen: „Vor allem aber leidet die CD unter dem Spagat zwischen Witz und Ernst – sowohl textlich als auch musikalisch passen die entsprechenden Songs schlichtweg nicht richtig zusammen. Martialische Kriegsästhetik trifft ungebremst auf EISREGEN-Humor ('Panzerschokolade'). Die eigentliche EISREGEN-Paradedisziplin hingegen – pervers-brutale, ernste Texte mit sprachlichem Witz – kommt diesmal leider zu kurz.“
Thomas Patsch vergab auf stormbringer.at 3,5 von 5 Punkten. Er betrachtete das Album als gut, brachte aber auch Kritik an der Musik vor: „Trotzdem hätte inmitten des regierenden 'Marschmusik'-Mid-Tempos ein wenig mehr Hemmungslosigkeit, Spontaneität und Unberechenbarkeit nicht geschadet. Ansonsten fahren EISREGEN abermals schweres Gerät auf... vor allem lyrischer Natur und besorgen es den dem Fan-Kollektiv mit hemmungslos-abscheulichen, freilich wenig subtilen Oden an die Abgründe der menschlichen Existenz auf gewohnte Weise.“ Patschs Kollege Pascal Staub meinte drei Jahre später zum übernächsten Album Fegefeuer rückblickend, dass Marschmusik nach „zwei völlig missratenen Ausgeburten“ wieder eine schmerzfreie Auseinandersetzung mit der Musik der Gruppe ermöglicht habe.
Michael Werneke sah auf terrorverlag.com das Werk als positiven Wendepunkt: „Mit 'Marschmusik' haben EISREGEN die Kurve endlich wieder bekommen. So hat man sich spürbar auf das Komponieren konzentriert und nicht nur auf provokative Texte.“ Wirkliche Überraschungen sah er auf der Scheibe zwar nicht wirklich, „aber die Art und Weise, wie die Songs dargeboten werden, zeugt wieder von deutlich mehr Motivation!“
Christian Hollinger von metalinside.de urteilte, dass Lieder wie Foltergeist „angenehm an das [erinnern], was ich auf den letzten Scheiben der Thüringer vermisst habe.“ Die Musik erschien ihm insgesamt wieder etwas mehr an Blutbahnen zu orientieren: „Den Bogen zu dem Stil, der bei „Blutbahnen“ 2007 schon losging – das heißt, weniger Black-Metal Elemente, mehr cleane Parts die die morbiden-Vocals weniger brutal, dafür aber viel deprimierender rüberbringen – wird bei „Marschmusik“ zwar auch wieder geschlagen („Bunkertür“), oft dabei aber von recht harschen Parts unterbrochen.“ Obwohl Hollinger von der vorausgegangenen EP Brummbär nicht sehr angetan war, wirke Marschmusik auf ihn nun allgemein stimmiger als zunächst angenommen: „EISREGEN kreieren durchaus die düstere, militärische Atmosphäre die ich mir erhofft hatte. Es fehlen dafür ein wenig die absoluten Brecher-Songs, welche einen die nächsten 10 Jahre regelmäßig verfolgen könnten“.
Karsten Henze vom Blog Der SzeneChecker empfand die erzeugte Atmosphäre auf dem Album als gelungen: „Das Album vermittelt insgesamt durch viele sehr dunkle und wohl bewusst mit nicht zu hoher Geschwindigkeit gespielte Songs extrem düstere Atmosphäre, die der Thematik angemessen ist.“ Als Glanzlicht des Albums sah er den Titel Panzerschokolade: „Dieser Song bietet die von Eisregen gewohnte morbid-schräge Stimmung. Ein paar mehr Songs von diesem Schlag hätten das Album noch weiter nach vorn gebracht.“
Jamie O Neil von der englischsprachigen Seite Metal Temple urteilte, dass das Album einige Anläufe gebraucht habe, sich aber als gute Scheibe herausstellte: „Admittedly, it took me a few listens to get into the swing of this album, but frankly its’ a cracking effort by the German masters, an album full of belters, a terrific record from the extreme veterans. This being their 20th anniversary release, I can see how they might have felt pressured to produce something special to mark the occasion and they have gone and done just that, a solid release, and I for one, will be looking forward to a European tour from these guys.“
Auf laut.de betrachtete Manuel Berger das Album negativ: „Auf 'Marschmusik' sind Eisregen nicht mal wirklich böse, sondern vor allem langweilig.“ Er sah auch sichtliche Anklänge an Rammstein gegeben: „Meist kommen Blutkehle, Yantit und Co. anno 2015 nicht über den Status einer schlechten Rammstein-Kopie hinweg. Besonders "Leichensack" klingt schon sehr nach den Berlinern.“ „Lichtblicke inmitten der Kreativitätswüste Eisregen“ sah er hingegen nur, wenn die Lieder sich stärker am Black Metal orientieren, was jedoch selten der Fall sei und auch hier würde man im Vergleich mit anderen Gruppen des Genres eher schlecht abschneiden.
Andreas Schiffmann vergab im Rock Hard nur einen von zehn Sternen: „Michael Roth und seine Sonderschulkapelle dicken ihren im Studio künstlich aufgebauschten „Metal“ (lies: Gitarrengrundkurs erstes Halbjahr, Zwei-Finger-Suchsystem-Keyboard, Gekeife und nach Computer klingende Drums) mit dem Pathos von Rammsteins „Mutter“ an und sprengen mit martialischen Albernheiten die Skala textlicher Peinlichkeiten selbst schlimmster Dudelsack-Kommandos. Das eigentlich Schlimme an so viel Nichtigkeit? Die Band dürfte der Verkaufsschlager ihrer Plattenfirma sein, was viel über den Zustand der Musikindustrie aussagt.“